# مطار غوانغيون بانلونغ
مطار غوانغيون بانلونغ (بالإنجليزية: Guangyuan Panlong Airport)‏ و(بالصينية: 广元机场) (إياتا: GYS، إيكاو: ZUGU) مطار عام يقع بمدينة غوانغيوان في سيشوان في الصين. يبلغ طول المدرج 4200 م ويرتفع عن سطح البحر 4411 م.

## شركات الطيران والوجهات
| شركـات طيـران          | الوجهات |
| ---------------------- | --- |
| طيران الصين            | مطار بكين العاصمة الدولي، مطار قوانغتشو باييون الدولي، مطار هانغتشو شياوشان الدولي                                |
| خطوط شرق الصين الجوية  | مطار شانغهاي بودنغ الدولي                                                                                         |
| خطوط جنوب الصين الجوية | مطار شينزين باوان الدولي                                                                                          |
| طيران لونج             | مطار هانغتشو شياوشان الدولي                                                                                       |
| خطوط سيتشوان الجوية    | مطار جينان الدولي، مطار كونمينغ جانغشوي الدولي، مطار نانينغ الدولي، مطار تاييوان وسو الدولي، مطار أورومتشي الدولي |
| سبرينغ                 | مطار قوييانغ لونغدونغابو الدولي، مطار شانغهاي بودنغ الدولي، مطار شيجياتشوانغ تشنغدينغ الدولي                      |
| طيران التبت            | مطار لاسا الدولي، مطار نانجينغ الدولي                                                                             |

## وصلات خارجية
- http://www.flightstats.com/go/Airport/airportDetails.do?airportCode=GYS